# 골든 하인드

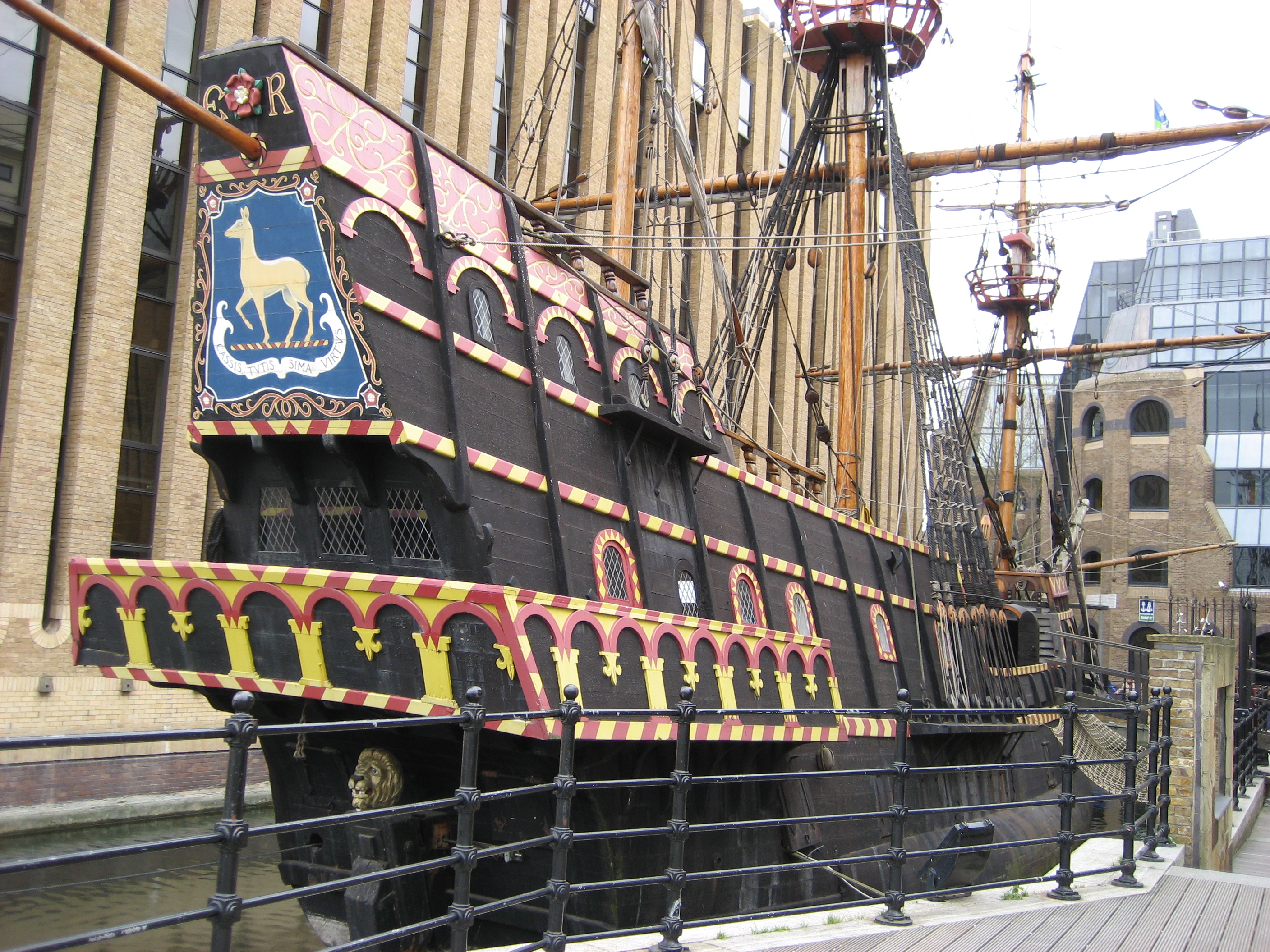
런던의 복제품

골든 하인드(영어: Golden Hind)는 잉글랜드 왕국의 갈레온이다. 프랜시스 드레이크가 사략선으로 이용한 것으로 유명하다.
1577년에 건축되었으며, 처음에는 펠리칸(Pelican)이라는 이름이었다. 프랜시스 드레이크의 승함이 세계 일주를 할 때의 투자자인 크리스토퍼 해턴 경의 문장을 따서 골든 하인드로 변경되었다.
현재 영국 등 여러 복제품이 존재한다.

## 같이 보기
- 케리네이아의 암사슴